# 会幕

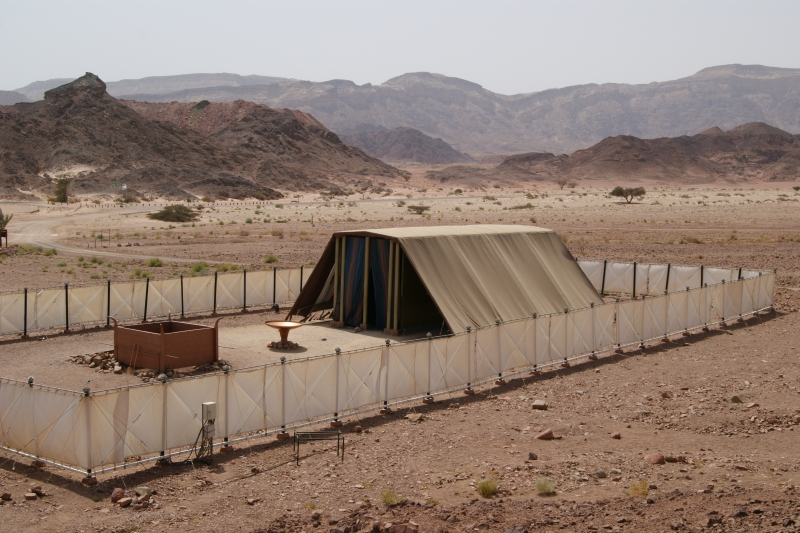
在以色列提姆纳河谷公园中的会幕模型。

会幕（希伯來語：משכן，Mishkan，意为“神的居所”，意为“帐篷”），根据希伯來聖經，是自《出埃及记》中希伯来人离开古埃及以後到征服迦南地之前的一个时期的一个流动的敬拜上主的中心场所。會幕記載於舊約聖經出埃及記第26章和第36章當中，并在士师记时代征服迦南地，直到300年之后的前10世纪时最终按耶和華指示的样式建造了耶路撒冷圣殿才被替代，也就是所謂的第一聖殿。

## 词源
在希伯来语中，Mishkan与居住或休息有关，指“上帝居住其中”的规定的神圣建筑。
希伯来语中，邻居（shakhen）一词也源自于mishkan。在出埃及记中，上主指示摩西建造的详细要求：“他们当为我造圣所，使我可以住在他们中间。制造帐幕和其中的一切器具，都要照我所指示你的样式。” 。这也意味着，自从出埃及记以后，上主就住在以色列人之中。
这对于理解许多犹太教的根基，例如安息日、犹太教祭司，以及金牛犊的罪的意义与赎罪，都至关重要。

## 内容
《出埃及记》中详细列述了会幕的外观和内容。 
- 25章  （页面存档备份，存于） ：材料，约柜，陈设饼的桌子，金灯台
- 26章  （页面存档备份，存于） ：会幕的盖，帐幕的竖板，帐幕里面的幔子和门帘
- 27章  （页面存档备份，存于） ：铜祭坛，外院子，点灯
- 28章  （页面存档备份，存于） ：祭司和大祭司的圣衣，肩带，胸牌，内袍，头巾，腰带，裤子
- 29章  （页面存档备份，存于） ：祭司们分别为圣
- 30章  （页面存档备份，存于） ：金香坛，铜洗濯盆，圣膏油，香

## 建筑者

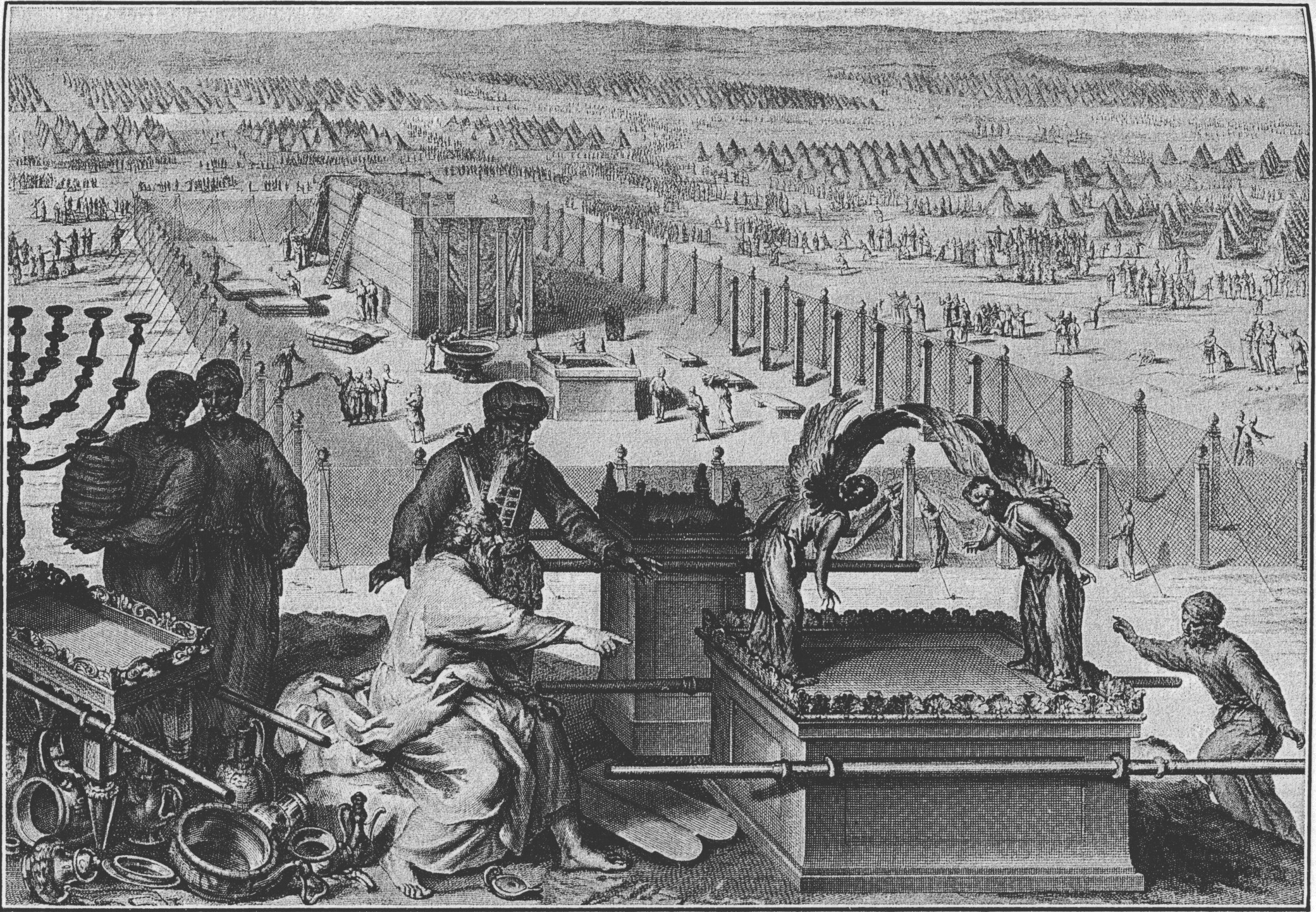
圖爲會幕建造工程以及製作的器具

据《出埃及记》第31章，上主指定了主要的建筑师：“上主告诉摩西说，看哪，犹大支派中，户珥的孙子，乌利的儿子比撒列，我已经题名召他。我也已经以神的灵充满他，使他有智慧，有悟性，有知识，能作各样的工，能设计奇巧的工，用金、银、铜制造各物；又能刻宝石，可以镶嵌，能雕木头，能作各样的工。我已经亲自分派但支派中，亚希撒抹的儿子亚何利亚伯与他同工；凡心中有智慧的，我已赐他们心中有智慧，能作我所吩咐你的一切，就是会幕、见证的柜和其上的遮罪盖、会幕的一切器具，桌子和桌子的器具、纯金的灯台和灯台的一切器具、香坛，燔祭坛和坛的一切器具、洗濯盆和盆座，精工作的衣服，就是祭司亚伦的圣衣，和他儿子们用以作祭司事奉的衣服，膏油和供圣所用馨香香料的香。他们都要照我所吩咐你的一切去作。”

## 规划

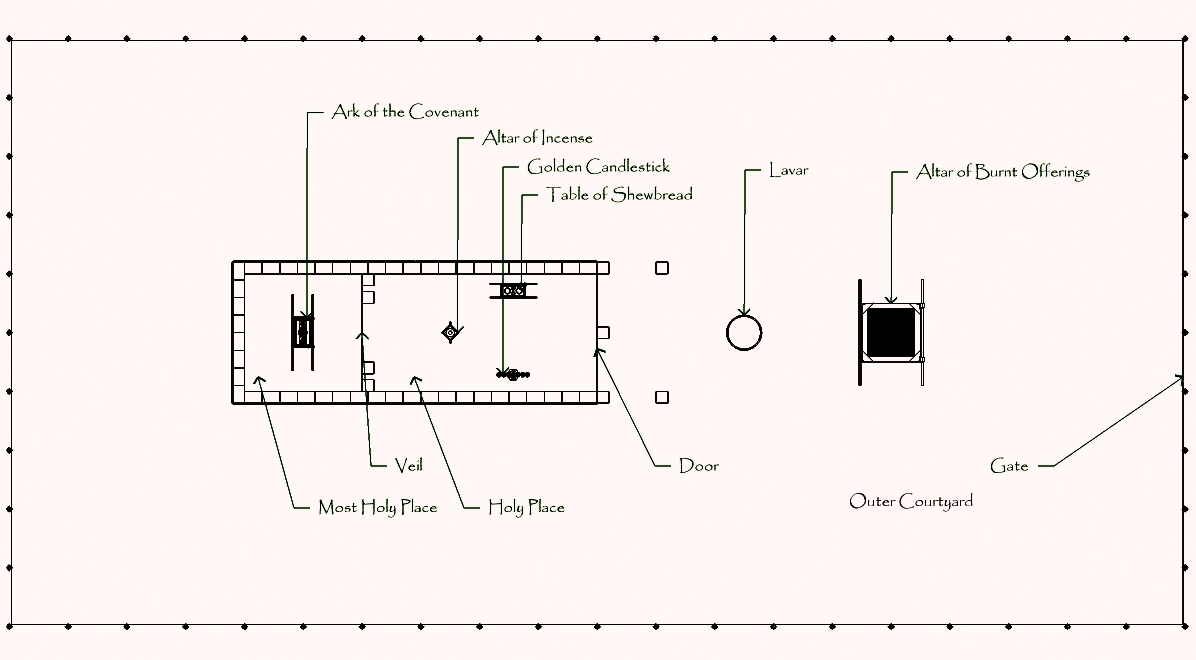
俯视图, 会幕的平行投影.
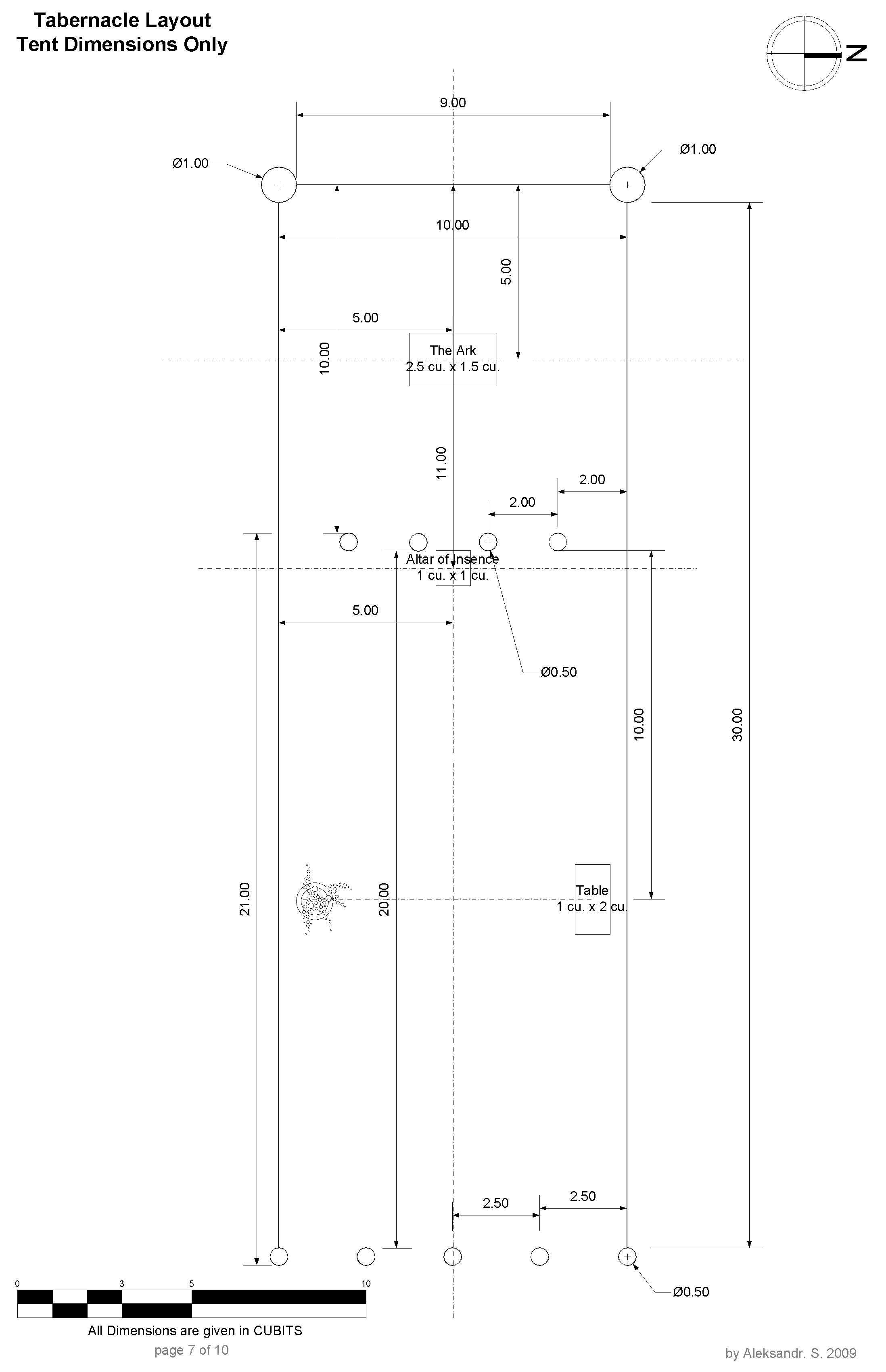
根据出埃及记中的会幕尺寸
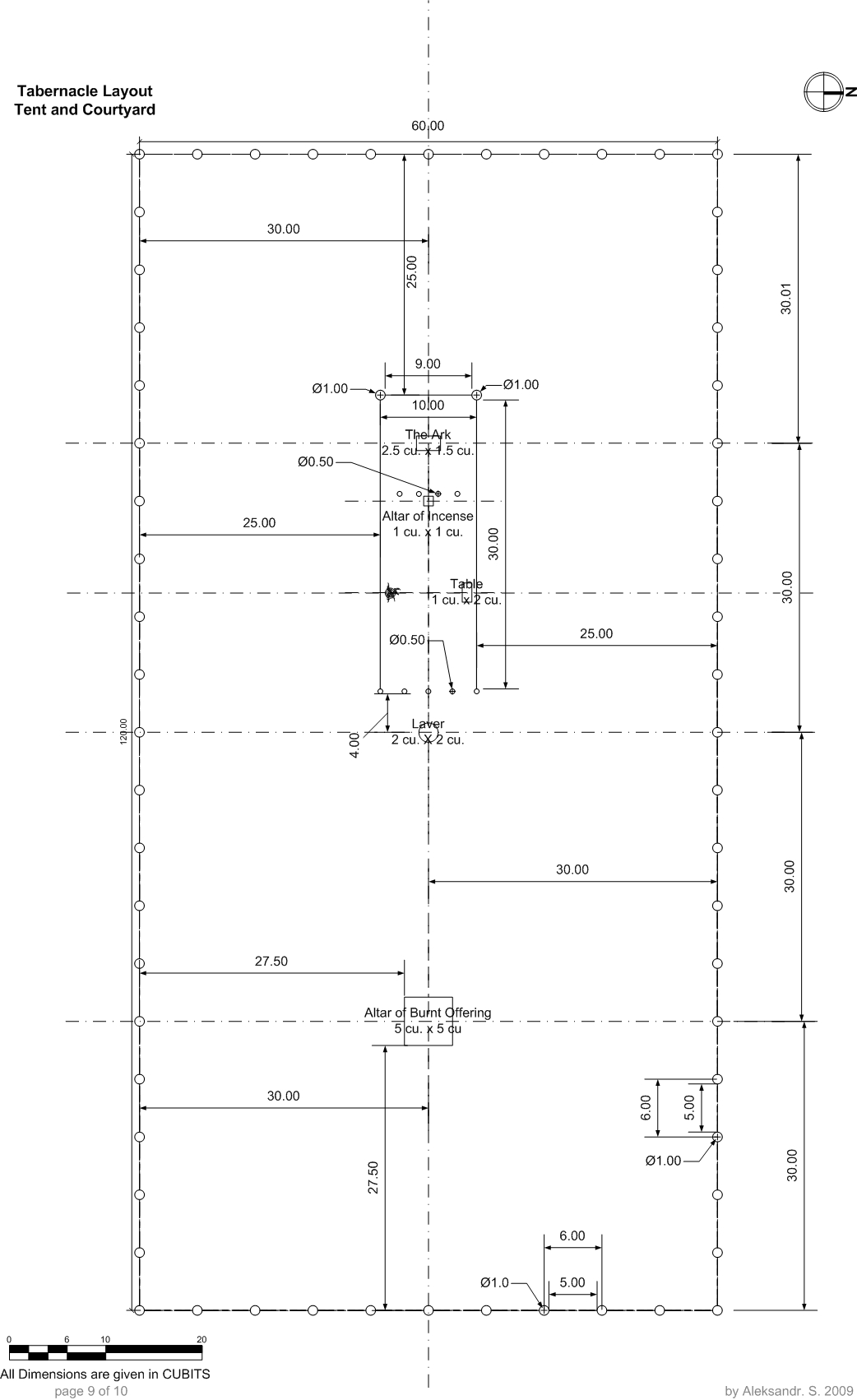
根据出埃及记的会幕的帐篷和庭院尺寸

## 耶路撒冷圣殿
大卫王征服耶路撒冷后，他的儿子所罗门王建造了第一圣殿——所罗门圣殿，会幕所有的内容都包括进新建的永久建筑圣殿中。

## 安息日
《出埃及记》第31章记载了会幕建筑的完成，

## 犹太会堂的模型
此后2000年间犹太会堂的建筑都模仿起初的会幕和耶路撒冷圣殿，每个会堂都有

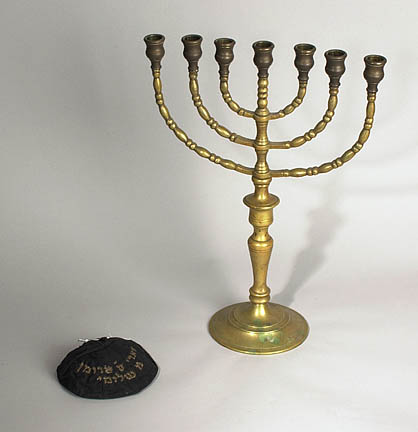
金灯台的仿制品

## 会幕中的祷告
祭司每天两次站在金香坛前祷告、烧香。

## 其他用途
在加拿大魁北克的法语中，tarbanak一词是最强力的脏话。
魁北克法语的脏话都与天主教的圣物有关，详见寂静革命